# Chalcostephia
Chalcostephia là một chi chuồn chuồn ngô thuộc họ Libellulidae. Chi có một loài, Chalcostephia flavifrons, the Yellowface hoặc Inspector.